# Семург
«Семург» — радянський художній фільм 1972 року, знятий режисером Хабібом Файзієвим на кіностудії «Узбекфільм».

## Сюжет
За однойменною поемою Х. Алімджана. Багато століть живе у народів Сходу легенда про птаха добра і щастя Семурга. Якось пастух Буньяд рятує життя птаха Семурга. Він пророкує йому вірну любов і неспокійну долю…

## У ролях
- Хікмат Латипов — Хайдар-Бобо
- Тамара Шакірова — Зубейда
- Хабібулла Карімов — Буньяд
- Гулі Хамраєва — принцеса Парізад
- Набі Рахімов — хан
- Шухрат Іргашев — Шерзод
- Лола Бадалова — Фатіма
- Тамара Кокова — Семург
- Артик Джаллієв — Ялмагіз
- Учкун Рахманов — чарівник
- А. Атакулов — візир
- Раззак Хамраєв — мандрівник
- Санат Діванов — принц
- Раджаб Адашев — наречений-купець
- Т. Ісламов — купець
- Машраб Юнусов — дарувальник від Шерзода
- Гані Агзамов — городянин
- А. Мухамедов — епізод
- Афандихон Ісмаїлов — городянин
- Джамал Хашимов — Юсуп, коваль

## Знімальна група
- Режисер — Хабіб Файзієв
- Сценарист — Зінаїда Філімонова
- Оператор — Олександр Панн
- Композитор — Мухтар Ашрафі
- Художник — Наріман Рахімбаєв